# Mitologia irańska
Mitologia irańska, także mitologia perska – zbiór mitów i podań o bogach i bohaterach, funkcjonujących pośród ludów irańskich.
Mitologia irańska jest poświadczona w wielu źródłach, jednak pochodzących z wielu epok, spisanych w odmiennych językach, w różnych konwencjach. Czasami bohaterom nadawano odmienne imiona, czasami odmiennie przedstawiano ich dzieje. Stąd często utrudniona lub sprzeczna interpretacja, brak spójnej syntezy.
Podstawowymi źródłami są: Awesta z Gathami, napisy klinowe z czasów Achemidów, Szahname (Księga Królewska) autorstwa Ferdousiego oraz tradycja ludowa (słabo zbadana).
Wierzenia i kulty irańskie mają wiele cech wspólnych z wierzeniami i kultami Hindusów, co jest dowodem na istnienie pierwotnej wspólnoty indoirańskiej. W mitach irańskich dostrzega się też paralele z wierzeniami słowiańskimi, jednak są one słabo zbadane. Wierzenia irańskie interesowały już starożytnych Greków, za ludzi o szczególnych zdolnościach uważano perskich kapłanów – magów.

## Bóstwa
- Ahura (inaczej: Ahura Mazda, Ormuzd) (bóg najwyższy)
- Aryman (inaczej: Angra Mainju)
- Anahita
- Mitra
- Waju (bóg wiatru)
- Zurwan
- Atar (bóg personifikujący ogień) – uważany za wcielenie Ahura Mazdy, następnie uważany za jego syna.
- Tisztrja (bóg deszczu, symbolizuje go gwiazda Syriusz)
- Weretragna

## Inne postacie
- Aži Dahaka
- Dżemszyd (Jima)
- Kondrow
- Feridun
- Garszasp
- Zal

## Inne pojęcia
- Arianem Waedżo
- War

## Literatura przedmiotu
- Składankowa M., Bohaterowie, bogowie i demony dawnego Iranu, Iskry, Warszawa 1984.
- Składankowa M., Mitologia Iranu, Wydawnictwa Artystyczne i Filmowe, Warszawa 1989
- Kempiński A. M., Encyklopedia mitologii ludów indoeuropejskich, Iskry, Warszawa 2001.
- Wnuk-Lisowska Elżbieta, Irański mit kosmologiczny w świetle Awesty i Bundahišnu, Zakład Wydawniczy NOMOS, Kraków 1996, ISBN 83-85527-42-7.
- Vesta Sarkosh Curtis, Mity perskie, Prószyński i S-ka, Warszawa 2000.